# Épinay-sur-Duclair

Épinay-sur-Duclair este o comună în departamentul Seine-Maritime, Franța. În 1 ianuarie 2022 avea o populație de 516 de locuitori.